# Narragodes nyctiscia
Narragodes nyctiscia är en fjärilsart som beskrevs av Louis Beethoven Prout 1931. Narragodes nyctiscia ingår i släktet Narragodes och familjen mätare. Inga underarter finns listade i Catalogue of Life.